# Ilva Mare
Ilva Mare (maďarsky Nagyilva) je rumunská obec v župě Bistrița-Năsăud. Žije zde přibližně 2 300 obyvatel. Obec se skládá ze dvou částí.

## Části obce
- Ilva Mare – 1 868 obyvatel
- Ivăneasa – 470 obyvatel

## Rodáci
- Alexander Vencel – slovenský fotbalový brankář